# Brebu (Caraș-Severin)
Brebu è un comune della Romania di 1049 abitanti, ubicato nel distretto di Caraș-Severin, nella regione storica del Banato.
Il comune è formato dall'unione di 3 villaggi: Apadia, Brebu, Valeadeni.